# Платинартуть
Платинартуть — бинарное неорганическое соединение
платины и ртути
с формулой PtHg,
кристаллы.

## Получение
- Реакция паров ртути с металлической платиной:

{\displaystyle {\mathsf {Pt+Hg\ {\xrightarrow {471^{o}C}}\ HgPt}}}

## Физические свойства
Платинартуть образует кристаллы
тетрагональной сингонии,
пространственная группа P 4/mmm,
параметры ячейки a = 0,4201 нм, c = 0,3825 нм, Z = 2,
структура типа медьзолота AuCu
.
Соединение образуется по перитектической реакции при температуре 471°С,
а при температуре ниже 250°С кристаллы находятся в метастабильном состоянии.